# Regel van Trouton

Verdampings- en smeltenthalpie van verschillende stoffen in functie van het kookpunt of smeltpunt. Deze gegevens illustreren respectievelijk de regel van Trouton en de regel van Richards.

De regel van Trouton is de empirische vaststelling dat de verdampingsentropie voor heel wat stoffen ongeveer dezelfde waarde is. De regel van Trouton kan gebruikt worden om de verdampingswarmte te schatten aan de hand van het kookpunt.
Onder standaardomstandigheden geldt
{\displaystyle \Delta _{\mathrm {vap} }S^{\ominus }={\Delta _{\mathrm {vap} }H^{\ominus } \over T_{\mathrm {b} }^{\ominus }}\approx 85\ \mathrm {J\ mol^{-1}K^{-1}} }
waarbij:
{\displaystyle \Delta _{\mathrm {vap} }S^{\ominus }} : de standaardverdampingsentropie
{\displaystyle \Delta _{\mathrm {vap} }H^{\ominus }} : de standaardverdampingsenthalpie
{\displaystyle T_{\mathrm {b} }^{\ominus }} :  het standaard kookpunt (i.e. het kookpunt bij 1 bar).
Dat de verdampingsentropie voor veel stoffen ongeveer gelijk is, m.a.w. dat er ongeveer dezelfde hoeveelheid 'wanorde' gecreëerd wordt bij het verdampen van eenzelfde hoeveelheid moleculen wordt verklaard door de toename in volume, dat erg vergelijkbaar is.
De regel is genoemd naar de Ierse natuurkundige Frederick Thomas Trouton (1863-1922) die hem in 1884 formuleerde toen hij nog student was.

## Voorbeelden
Voorbeeld: het kookpunt van methylcyclohexaan is 101 °C of 374 K. Volgens de regel van Trouton is de verdampingswarmte dan ongeveer (85 J/mol K) × (374 K) = 32 kJ/mol. De literatuurwaarde is 31,27 kJ/mol. Voor aceton, kookpunt 329 K, bekomt men een schatting van 28 kJ/mol (literatuurwaarde: 29,1 kJ/mol).

## Afwijkingen ten opzichte van de regel van Trouton
Voor stoffen met sterke intermoleculaire krachten leidt de regel van Trouton tot grote fouten. Voor water geeft de regel: 373,2 × 85 = 32 kJ/mol, terwijl de reële waarde 40,7 kJ/mol is. Voor ethanol: 351 × 85 = 30 kJ/mol; reële waarde is echter 38,6 kJ/mol. De afwijking kan verklaard worden door de waterstofbruggen die in deze stoffen gevormd worden, waardoor er meer energie vereist is om ze te verdampen. De regel van Trouton is in deze gevallen een onderschatting. De sterke waterstofbruggen zorgen voor een extra ordening in de vloeistoffase, waardoor de extra grote verdampingsentropie ook makkelijk is in te zien.
Voor het carbonzuur azijnzuur is het kookpunt 391,2 K en de verdampingswarmte 23,7 kJ/mol; de regel van Trouton geeft in dit geval 391,2 × 85 = 33 kJ/mol, wat een overschatting is. Dit wordt verklaard door de observatie dat azijnzuur stabiele cyclische dimeren vormt, die ook in de gasfase blijven bestaan.
Analoog kan met de regel van Richards voor organische stoffen de smeltwarmte worden geschat aan de hand van het smeltpunt.